# شارل-فرانسوا لوبرن
شارل-فرانسوا لوبرن (به فرانسوی: Charles-François Lebrun) اولین دوک پله‌زانس، (زادهٔ ۱۹ مارس ۱۷۳۹ - مرگ ۱۶ ژوئن ۱۸۲۴) دولتمرد فرانسوی بود که در کنسول سوم جمهوری فرانسه خدمت می‌کرد. او دانش آموختهٔ دانشگاه پاریس و یکی از اعضای فرهنگستان کتیبه‌شناسی و زبان‌های باستانی فرانسه بود. لبرن از سال ۱۷۷۴ به ادبیات روی آورد و دو کتاب اورشلیم آزادشده اثر تورکواتو تاسو (۱۷۷۴) و ایلیاد (۱۷۷۶) را به زبان فرانسه ترجمه کرد.

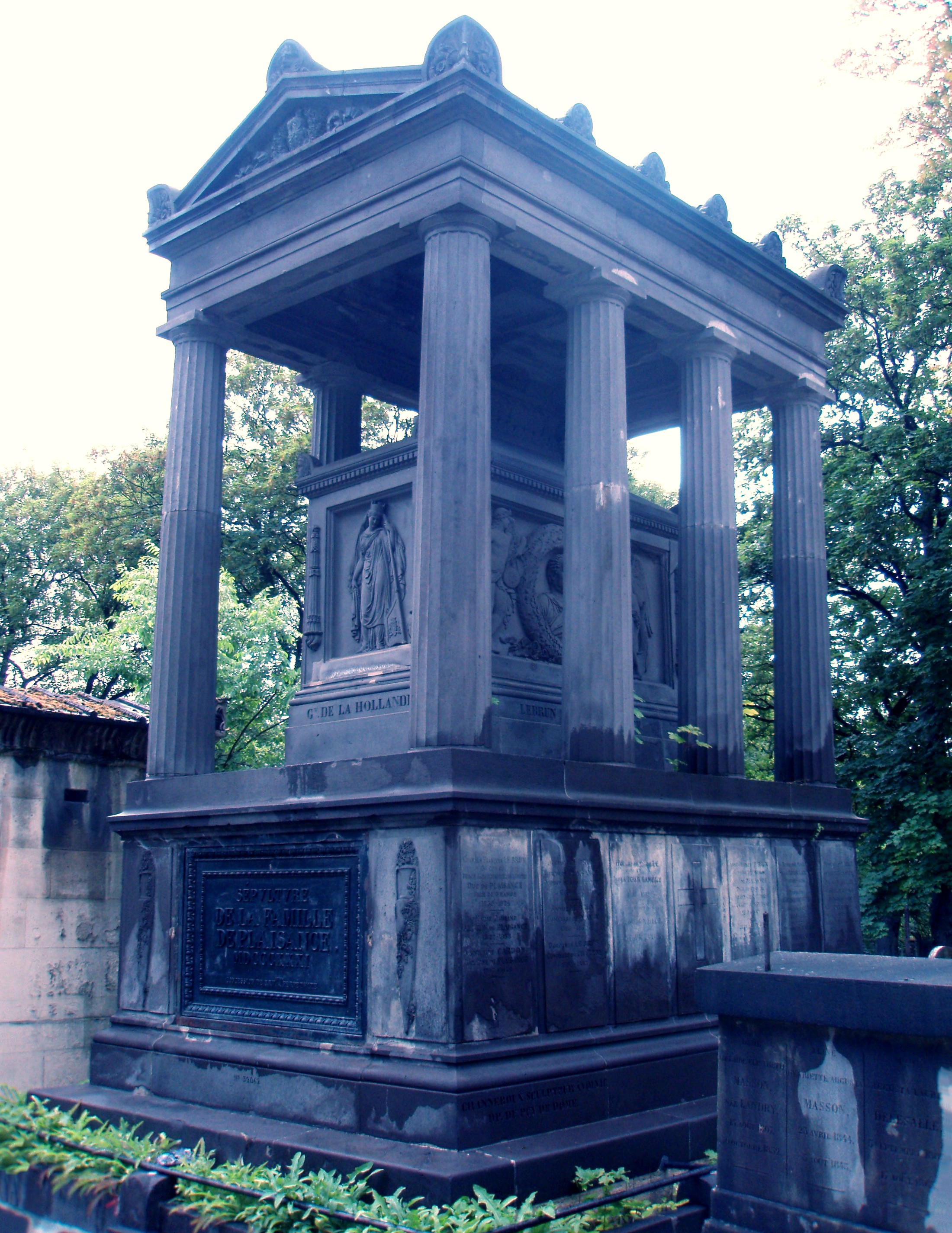
آرام گاه شارل- فرانسوا لوبرن در گورستان پرلاشز

| قبل از: کالج ۳ کنسول موقت ناپلئون یکم روژه دوکو امانوئل ژوزف سه‌یز | رئیس دولت فرانسه (سومین کنسول همراه با:) ناپلئون بناپارت (اولین کنسول) ژان ژک رژیز دو کام‌بسره (دومین کنسول) (۱۲ دسامبر ۱۷۹۹ – ۱۸ مه ۱۸۰۴) | به دنبال: ناپلئون یکم (امپراتور فرانسوی) |